# 布氏大眼鲷
布氏大眼鲷（学名：Priacanthus blochii）为大眼鲷科大眼鲷屬的鱼类。在中国，分布于南海、台湾东港等海域。

## 物种发现
布氏大眼鲷由荷兰鱼类学家彼得·布莱克尔于1853年首次命名，模式产地为雅加达、实武牙和安汶岛周围的水域。他在文献中反复提及德国鱼类学家馬庫斯·埃利澤·布洛赫，其种加词blochii亦很有可能是向布洛赫致敬。

## 外貌
布氏大眼鲷通体红色，体长可达40厘米，体侧线上有一排15个暗色斑纹。腹鳍为暗红色，前3根棘刺根部有黑斑。

## 分布
布氏大眼鲷为热带海水鱼，分布最西段为非洲沿海和亚丁湾，最东可至萨摩亚，北至日本南部，南至大堡礁。虽然在台湾海域曾有目击记录，但这些记录实际上是将血斑异大眼鲷或是高背大眼鲷错认为布氏大眼鲷。

## 习性
布氏大眼鲷栖息于8-250米深的礁石上，且常在多泥沙的水域出没。一般来说布氏大眼鲷为独行鱼类，偶尔会形成小规模的鱼群。

## 扩展阅读
維基物種上的相關：布氏大眼鲷